# 올리고뉴클레오타이드
올리고뉴클레오타이드(oligonucleotide)는 수 개에서 수십개의 뉴클레오타이드 단위체가 합성된 중합체를 말한다. '올리고'는 '짧은'이라는 뜻을 가진 접두사이며, 올리고뉴클레오타이드는 인공적인 합성법이 개발되었기 때문에 기업에 의뢰하거나 연구소에서 합성을 하면 원하는 서열의 올리고뉴클레오타이드를 합성하는 것이 가능하다. 보통 15~25염기의 핵산을 이르며 합성된 올리고뉴클레오타이드는 대부분 단일가닥이다.

## 합성
올리고뉴클레오타이드 합성은 비교적 짧은 가닥의 핵산을 원하는 서열로 합성하는 방법 중 하나이다. 이 기술은 빠르고 비싸지 않게 핵산을 원하는 서열로 합성할 수 있기에 현대의 연구소에서 아주 중요하다. 일반적으로 효소가 핵산을 5'에서 3'방향으로만 합성할 수 있는 반면에, 화학적인 올리고뉴클레오타이드의 합성은 이러한 제약이 존재하지 않는다. 원하는 서열의 핵산을 얻기 위해서, 재료들은 핵산에 순서대로 맞춰진다. 이러한 합성 과정은 핵산 합성 과정에서 시행착오가 축적됨에 따라 1970년대 이후로 완전히 자동화가 되었다. 생산물은 주로 높은 순도의 원하는 핵산을 얻기 위해 고성능 액체 크로마토그래피 기법(HPLC)에 의해 분리된다.

## 활용
이렇게 합성된 올리고핵산의 생물학 및 의학 분야에서의 활용은 매우 다양하다. 올리고핵산은 안티센스로 사용이 되거나, DNA 합성을 위한 프라이머 합성 및 확장, 상보적인 서열의 탐색, 돌연변이나 제한 부위의 탐색, 인공 유전자 합성 등으로 사용될 수 있다.

## 같이 보기
- 다형성 (생물학)